# Loïs Romieu
Loïs Romieu (Nimes, 1829 - 1894) fou un escriptor occità. Deixeble de Bigot i felibre, acompanyà Frederic Mistral a les festes catalano-provençals celebrades a Barcelona el 1867. La seva obra, molt abundosa, tendeix a ésser popular, alhora que manifesta un to de goig que dissimula, a penes, una sensibilitat afectada per desgràcies familiars.

## Obres
- La rampelada (1868)
- La jarjalhada (1879)
- Lei cauquilhas d'un romieu (1894)